# АМ-17
АМ-17 (индекс ГРАУ — 6П74) — российский малогабаритный автомат, разработанный «концерном „Калашников“». Он использует патрон 5,45 × 39 мм. Этот автомат создан в качестве замены автоматов АКС-74У в спецподразделениях ВС РФ и МВД. Существует также бесшумная версия автомата АМБ-17.

## Конструкция
В основе конструкции АМ-17 лежала идея Е. Ф. Драгунова, применённая им в опытном малогабаритном автомате (МА): АМ-17 отличается от большинства образцов состоящего на вооружении РФ стрелкового оружия (семейства АК, ПК, СВД) тем, что к его закрытой сверху ствольной коробке снизу на поперечной шпильке присоединяется спусковая коробка (как у автоматов ППШ, ППС и StG 44 и большинства западных автоматических и штурмовых винтовок Холодной войны; такая компоновка иногда называется[кем?] «гардинной»), а не открытая сверху ствольная коробка со снимаемой крышкой. Верхняя сборочная единица сделана из полимера и стали, а нижняя вместе с кожухом магазина изготовлена из полимера полностью и соединена с верхней двумя невыпадающими поперечными штифтами. Автоматика оружия работает по принципу отвода части пороховых газов с коротким ходом газового поршня, запирание ствола осуществляется поворотом затвора с тремя боевыми упорами. Автомат имеет встроенные верхние планки Пикатинни, полимерный складывающийся сбоку и регулируемый (телескопический) плечевой приклад, а также продольные прорези в стенках ствольной коробки, позволяющие установить переключатель режима огня и рукоятку затвора с обеих сторон автомата.

## Преимущества и недостатки

### Преимущества
- Небольшие габариты
- Складной модульный г-образный приклад
- Небольшой вес
- Хромированный канал ствола
- Возможность установки ПБС
- Высокая надёжность
- Наличие планки Пикатинни

### Недостатки
- Высокая отдача при стрельбе
- Меньшая эффективная дальность и прицельная линия из-за короткого ствола
- Невозможность установки коммерческих дульных устройств

## Варианты
- АМ-17 — основной вариант.
- АМ-7,62 — вариант под патрон 7,62 × 39 мм.
- АМБ-17 — вариант под патрон 9 × 39 мм с неотсоединяемым глушителем.
- Сайга-АМ — будущий гражданский вариант АМ-17. В отличии от основного варианта, способен стрелять исключительно одиночным огнем, обладает нерегулируемым и не складывающимся прикладом, а также более длинным стволом.

## Эксплуатанты
- Россия